# Nu Skin Enterprises
Nu Skin Enterprises (NSE) er en amerikansk multi-level marketing-virksomhed, som sælger kosmetik, kosttilskud og teknologisk service. Virksomheden blev grundlagt af Nedra Dee Roney and Blake M. Roney i 1984 og kom på New Yorks Fondsbørs (NYSE) i 1996.
NSEs omsætning i 2005 nåede op på ca. 1,2 miliarder dollar på 44 internationale markeder. Under Nu Skin brandet findes mere end 100 personlig pleje produkter, og i 2005 kom ca. 82 procent af indtægterne fra Asien.
I 2005 søsatte virksomheden igennem deres Big Planet divisionen en ny internetbaserede service kaldet Photomax.
NSE har også en non-profit humanitær organisation som hedder "the Nu Skin Force for Good Foundation". Denne fonds formulerede mission er at skabe "en bedre verden for børn ved at forbedre levevilkårne, støtte oprindelige folkeslag og beskytte sårbare milijøer".
Truman Hunt, CEO i NSE, er på nuværende tidspunkt leder af den globale brancheforening for direkte salg (World Federation of Direct Selling Associations). Denne brancheforening er en paraplyorganisation for de individuelle landes branche organisationer, som overser de lokale afdelinger af direkte salgs virksomhederne.
Virksomheden og dens organisation kritiseres for i højere grad at fokusere på rekruttering af sælgere end på salg af produkter og dermed nærme sig et Multi-Level Marketing concept  . Derudover har virksomheden fået en bøde da firmaet i 1997 ikke kunne bevise nogle påstande om enkelte produkters virkninger. .